# Адамс, Мики
Майкл Ричард «Мики» Адамс (англ. Micky Adams; род. 8 ноября 1961, Шеффилд, Йоркшир) — английский футболист и футбольный тренер. Играл на позиции защитника, сыграл в общей сложности в 438 матчах за девятнадцать лет профессиональной карьеры. Тренерскую карьеру начал в «Фулхэме» в качестве играющего тренера.

## Карьера игрока
Адамс родился в Шеффилде, футбольную карьеру начал выступлениями за молодёжной команду «Шеффилд Юнайтед» в возрасте двенадцати лет. Профессиональным игроком стал в команде третьего дивизиона «Джиллингем» в 1979 году, завоевав место в первой команде. В 1983 году перешёл в «Ковентри Сити», который играл в первом дивизионе. Он провёл четыре года в «Ковентри», затем перешёл играть в «Лидс Юнайтед» в 1987 году.
В 1989 году Адамс был куплен «Саутгемптоном» за 250 тыс. фунтов, в этом клубе он провёл пять лет. Затем он отдан в аренду в «Сток Сити» в 1994 году, в конце того же года подписал контракт с «Фулхэмом». В марте 1996 года Адамс был назначен играющим тренером. В «Фулхэме» был назван лучшим тренером третьего дивизиона. Несмотря на успех он был уволен из «Фулхэма», его следующим клубом стал «Суонси Сити», где продержался менее двух недель. В ноябре 1997 года Адамс возглавил «Брентфорд», но был уволен после того, как его клуб вылетел в третий дивизион. В том же году он завершил карьеру игрока.

## Достижения
«Фулхэм»
- Тренер сезона третьего дивизиона: 1996/1997

«Брайтон энд Хоув Альбион»
- Тренер месяца третьего дивизиона: Сентябрь 2000
- Тренер сезона третьего дивизиона: 2000/2001
- Тренер месяца второго дивизиона: Сентябрь 2001

«Лестер Сити»
- Тренер месяца первого дивизиона: Сентябрь 2002

«Ковентри Сити»
- Тренер месяца чемпионшипа: Апрель 2005

«Порт Вэйл»
- Тренер месяца чемпионшипа: сентябрь 2010, ноябрь 2010 и сентябрь 2012